# David Hanssen
David Hanssen (ur. 13 listopada 1976 w Tromsø) – piłkarz norweski, grający na pozycji pomocnika oraz trener. W swojej karierze rozegrał 135 spotkań i zdobył 17 bramek w pierwszej lidze norweskiej.